# Fritillaria kaiensis
Fritillaria kaiensis är en liljeväxtart som beskrevs av Naohiro Naruhashi. Fritillaria kaiensis ingår i Klockliljesläktet och i familjen liljeväxter. Inga underarter finns listade.